# 11202 Teddunham
11202 Teddunham è un asteroide della fascia principale. Scoperto nel 1999, presenta un'orbita caratterizzata da un semiasse maggiore pari a 2,7385383 au e da un'eccentricità di 0,1120221, inclinata di 2,78885° rispetto all'eclittica.
L'asteroide è dedicato all'astronomo statunitense Edward W. Dunham.